# Villa Florio (Rome)

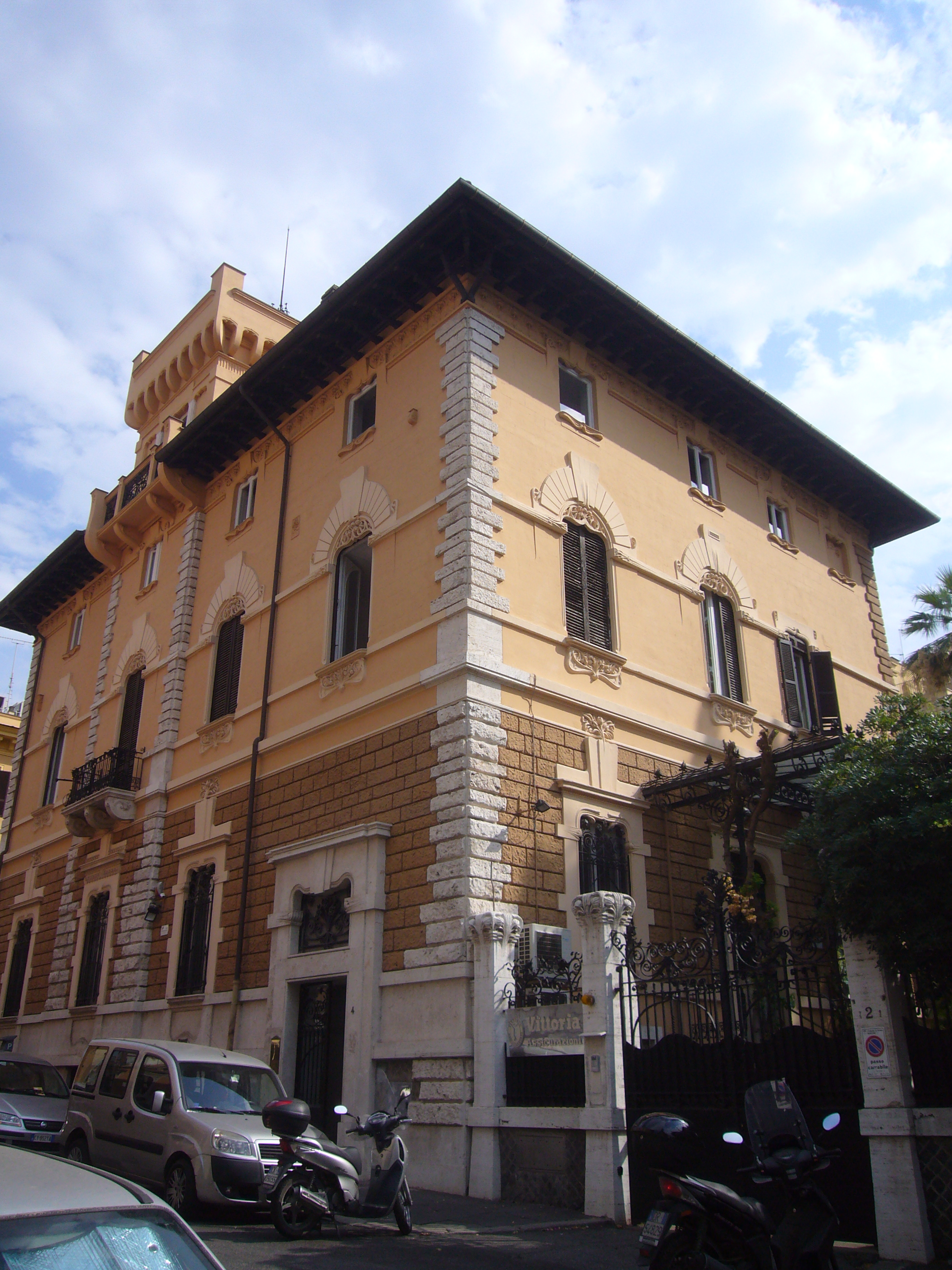
Rome, villa Florio

La villa Florio (« villino Florio ») est un bâtiment de Rome, situé dans le Rione Ludovisi.

## Histoire
Elle a été construite en 1902 par l'ingénieur Carlo Pincherle, sur le projet de l'architecte Ernesto Basile, sur une commande d'Ignazio Florio Jr., membre de la fameuse famille d'entrepreneurs siciliens.

## Description
Le bâtiment, en forme de parallélépipède, offre deux façades sur la rue et deux sur le jardin.
La villa est inspirée des palais fortifiés florentins des XIIIe siècle-XIVe siècle, sur laquelle s'est greffée une exubérante décoration florale de style Art nouveau. 
Les jambages de la porte d'accès au jardin, à la fois sur la via Abruzzi et sur la via Sardegna (quatre de chaque côté), sont un précieux signe de l'art lapidaire dans le style Art nouveau.